# Cvek
Cvek je priimek v Sloveniji, ki ga je po podatkih Statističnega urada Republike Slovenije na dan 31. decembra 2008 uporabljalo 300 oseb in je bil med vsemi priimki na ta dan po pogostnosti uvrščen na 1298. mesto.

## Znani nosilci priimka
- Ajda Cvek, glasbenica violinistka (Ajda Cvek Balkan trio)
- Anton Cvek (Zveck) (1776—1841), skladatelj (oče Leopolda)
- Boštjan Cvek (1964—2015), glasbeni organizator (jazz Cerkno)
- Leopold Cvek (1814—1896), učitelj in skladatelj
- Lovro Cvek (*1995), hrvaški nogometaš (tudi v Slov.)
- Primož Cvek (Primus Zveck) (prišel iz Ljubljane 1778 na glavno šolo v Idrijo; oče Antona)
- Rudolf Cvek (1946—2005), hrvaški nogometaš
- Stanislav Cvek (1915—1959), gozdar, fitocenolog